# Cab-Forward-Lokomotive

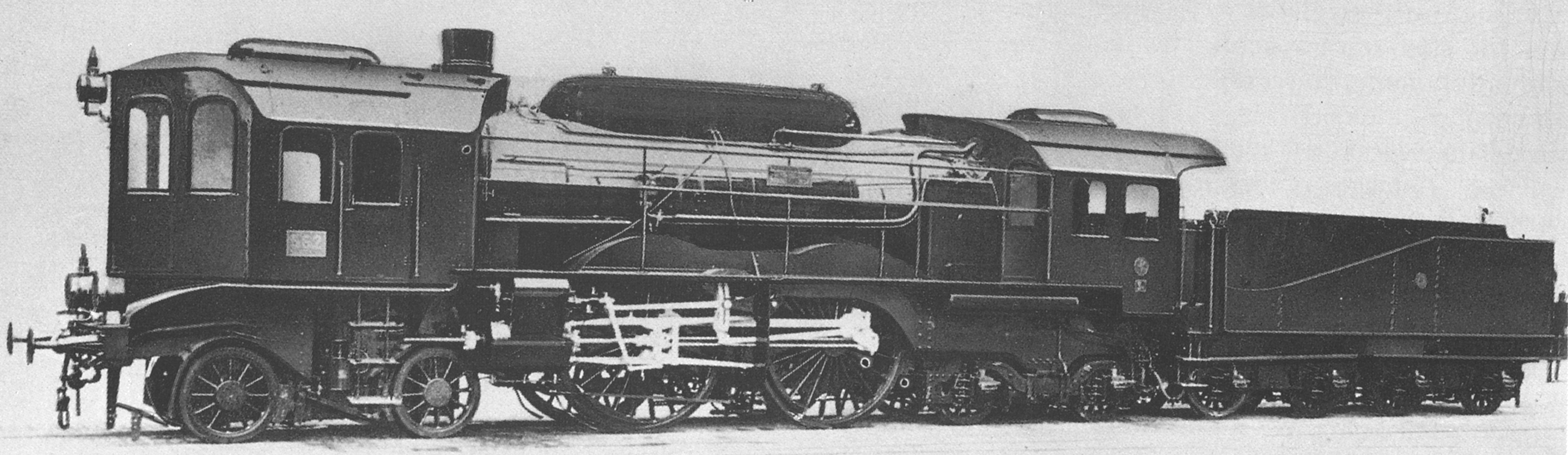
Preußische S 9 Altona 562, 1904

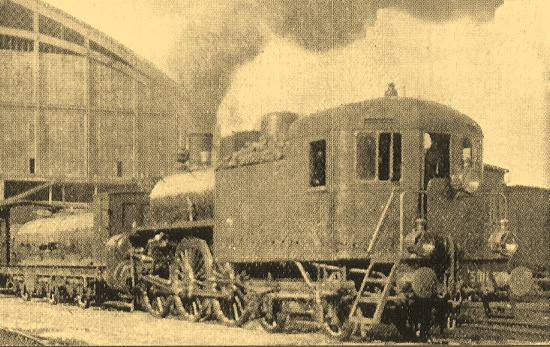
Baureihe 670 der FS

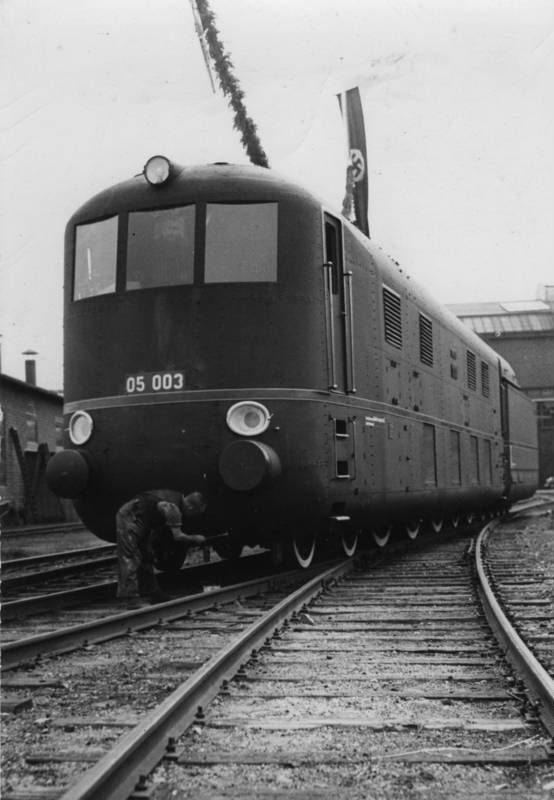
Deutsche 05 003 mit Kohlestaubfeuerung

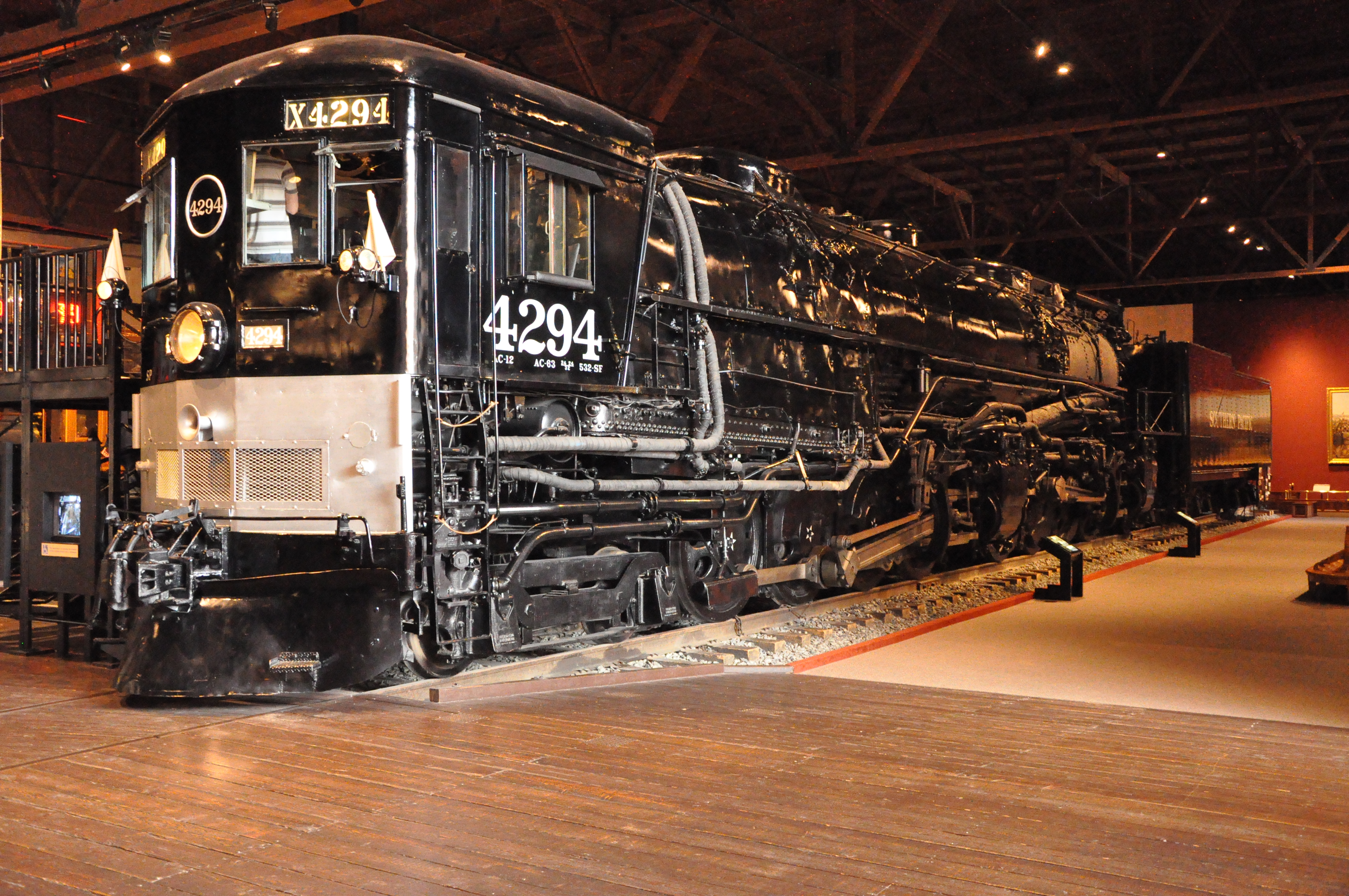
Cab-Forward-Lokomotive der Southern Pacific Railroad

Mit Cab-Forward-Lokomotive (aus dem Englischen, deutsch wörtlich Führerstand-vorne-Lokomotive) werden Dampflokomotiven bezeichnet, die entgegen der üblichen Bauweise einen in Fahrrichtung vorne angeordneten Führerstand haben.

## Technik
Die besseren Sichtverhältnisse sind vorteilhaft, waren aber nicht der ursprüngliche Grund für die Einführung dieser Bauart, sondern das Problem, dass die Besatzungen der konventionellen Lokomotiven in einigen langen Tunneln und Lawinengalerien so sehr dem Rauch der eigenen Lokomotive ausgesetzt waren, dass in der Frühzeit der Eisenbahn Erstickungstode des Fahrpersonals wegen Sauerstoffmangels vorkamen und mit Gasmasken gefahren werden musste. Einige Lokomotivführer gingen dazu über, ihre Lokomotiven zu drehen und rückwärts durch die Tunnel zu fahren, woraus die Idee zu den „Cabforwards“ entstand. 
Damit der Kessel während der Fahrt bedient werden kann, muss er bei vorne liegendem Führerhaus mit dem Schornstein nach hinten auf das Fahrwerk gesetzt werden. Dies hat zwar den Vorteil, dass eine größere Rostfläche in der Feuerbüchse zur Verfügung steht, weil die Breite nicht durch den Platz zwischen den Treibrädern beschränkt ist, aber den entscheidenden Nachteil, dass ein hinter der Lokomotive laufender Schlepptender mit festen Brennstoffen während der Fahrt nicht mehr erreicht werden kann. Weil ein geschobener Tender aus Gründen der Laufsicherheit unerwünscht ist und außerdem zu einer Sichtbehinderung führt, muss der Kohlevorrat entweder auf der Lokomotive selbst untergebracht werden, was wegen des begrenzten Lichtraumprofils nur bis zu einer bestimmten Kesselgröße sinnvoll ist, oder die Feuerung muss mit einem Brennstoff erfolgen, der in Rohrleitungen vom Schlepptender zur Feuerbüchse gefördert werden kann. Hierfür eignen sich Kohlenstaub und Öl.
Ein weiterer Nachteil der Cab-Forward-Lokomotiven war, dass das Personal während der Fahrt nicht das Triebwerk und die Strecke gleichzeitig beobachten konnte. Die Überwachung des Triebwerks während der Fahrt wurde auch dadurch erschwert, dass Gerüche und Geräusche als Anzeichen sich anbahnender Schäden vom Führerhaus weggetragen wurden.
Wurde der Kessel in seiner üblichen Lage mit der Feuerbüchse am hinteren Ende belassen, so konnten sich Lokführer und Heizer wegen der räumlichen Trennung nur schwer miteinander verständigen. Für die Kommunikation musste ein Sprachrohr verwendet werden.

## Ausgeführte Lokomotiven
Die französische Thuile-Lokomotive, sowie die preußischen Baureihen S 9 und T 16, waren Lokomotiven mit vorne liegendem Führerhaus und normaler Kessellage. Sie kamen über den Status von Versuchslokomotiven nicht hinaus.
Die erfolgreichsten Cab-Forward-Lokomotiven in Europa waren die als Halbtenderlokomotive ausgeführte Baureihen 670 der Rete Adriatica in Italien, sowie die später von der Ferrovie dello Stato Italiane (FS) daraus umgebaute Heißdampfvariante der Baureihe 671. Der Kohlenvorrat wurde auf den Lokomotiven, der Wasservorrat in einem Tankwagen hinter den Lokomotiven mitgeführt. Die Vierzylinder-Verbundlokomotiven der  Achsfolge 2’C waren während gut dreißig Jahren vor Schnellzügen in Norditalien im Einsatz. Der Versuchsträger 672 war eine Weiterentwicklung der Bauart mit einer Franco-Crosti-Speisewasservorwärmung im Tender.
Bei der deutschen 05 003 wurde die Lösung einer Kohlenstaubfeuerung gewählt. Doch auf dem langen Weg zwischen Tender und Feuerbüchse entmischte sich der von einem Gebläse geförderte Strom aus Luft und Kohlenstaub, sodass der Staub nur unvollständig verbrannte. Die Probleme führten schließlich dazu, dass die Lokomotive gedreht und in eine konventionelle, mit der Rauchkammer voraus fahrende und mit Stückkohle gefeuerte Lokomotive analog zu den Lokomotiven 05 001 und 002 umgebaut wurde, was für den Fall des Scheiterns der Versuche von Anfang an vorgesehen war.
Die neben den italienischen Maschinen erfolgreichsten Cab-Forward-Lokomotiven, die diese Bezeichnung auch geprägt haben, waren die 244 Lokomotiven der Klassen AC-1 bis AC-8 und AC-10 bis AC-12 der Southern Pacific Railroad. Sie waren als Gelenklokomotiven mit der Achsfolge 2’D(D1’) ausgeführt und wurden mit Ölfeuerung betrieben.

## Automobildesign
- Cab-Forward-Design